# Paul (Amurrio)
Paul es un despoblado que actualmente forma parte del concejo de Délica, que está situado en el municipio de Amurrio, en la provincia de Álava, País Vasco (España).

## Historia
Documentado desde 1557, se desconoce cuándo se despobló.
Actualmente sus tierras, que forman un barrio de Délica, son conocidas con el nombre de Paul.